# The Legend of La Llorona
La Leyenda de La Llorona es una película de terror estadounidense-mexicana de 2022 dirigida por Patricia Harris Seeley. La película está protagonizada por Autumn Reeser, Antonio Cupo y Danny Trejo. La película fue estrenada el 7 de enero de 2022.

## Sinopsis
Andrew y Carly Candlewood, junto con su hijo Danny, viajan de California a México para unas merecidas vacaciones. La escapada no es lo que piensan cuando las historias de niños desaparecidos junto con la leyenda del pueblo de La Llorona pronto abarcan su viaje. La Llorona se describe como un espíritu maligno de una madre angustiada que acecha cerca de la orilla del agua e infunde miedo en los corazones de todos los que la ven. El espíritu comienza a atormentar a la familia Candlewood y secuestra a Danny. Junto con su ingenioso taxista Jorge, la familia corre para salvar a Danny. Deben navegar el poder del espíritu junto con los matones del cartel que deambulan por el campo.

## Reparto
- Autumn Reeser como Carly Candlewood[1]
- Antonio Cupo como Andrew Candlewood[2]
- Danny Trejo como Jorge
- Nicolas Madrazo como Danny Candlewood
- Angélica Lara como Verónica[3]
- Zamia Fardiño como María[3]
- Fernanda Aguilar
- Josh Zaharia
- Edgar Wuotto

## Estreno
The Legend of La Llorona tuvo un estreno limitado en cines el 7 de enero de 2022. El 11 de enero se estrenó a través de plataformas streaming.